# Хронология мировых рекордов по прыжкам в высоту (мужчины)
Первый рекорд мира по прыжкам в высоту был зафиксирован Международной ассоциацией легкоатлетических федераций в 1912 году.
По состоянию на декабрь 2013 года, ИААФ признала 40 мировых рекордов в этой дисциплине.

## Динамика рекорда
| рекорд признан ИААФ    |
| рекорд не признан ИААФ |

| Высота  | Спортсмен               | Дата             | Место проведения      |
| ------- | ----------------------- | ---------------- | --------------------- |
| 2,00 м  | Джордж Хорайн США       | 18 мая 1912      | Пало-Алто, США        |
| 2,01 м  | Эдвард Бисон США        | 2 мая 1914       | Беркли, США           |
| 2,02 м  | Клинтон Ларсен США      | 1 июня 1917      | Прово, США            |
| 2,03 м  | Гарольд Осборн США      | 27 мая 1924      | Урбана, США           |
| 2,04 м  | Уолтер Марти США        | 13 мая 1933      | Фресно, США           |
| 2,06 м  | Уолтер Марти США        | 28 апреля 1934   | Пало-Алто, США        |
| 2,07 м  | Корнелиус Джонсон США   | 12 июля 1936     | Нью-Йорк, США         |
| 2,07 м  | Дэйв Олбрайтон США      | 12 июля 1936     | Нью-Йорк, США         |
| 2,08 м  | Мэлвин Уокер США        | 6 августа 1937   | Стокгольм, Швеция     |
| 2,09 м  | Мэлвин Уокер США        | 12 августа 1937  | Мальмё, Швеция        |
| 2,09 м  | Билл Стюарт США         | 26 апреля 1941   | Прово, США            |
| 2,10 м  | Лестер Стирс США        | 26 апреля 1941   | Сиэтл, США            |
| 2,105 м | Лестер Стирс США        | 24 мая 1941      | Лос-Анджелес, США     |
| 2,11 м  | Лестер Стирс США        | 17 июня 1941     | Лос-Анджелес, США     |
| 2,12 м  | Уолтер Дэвис США        | 27 июня 1953     | Дейтон, США           |
| 2,15 м  | Чарльз Дюмас США        | 29 июня 1956     | Лос-Анджелес, США     |
| 2,16 м  | Юрий Степанов СССР      | 13 июля 1957     | Ленинград, СССР       |
| 2,17 м  | Джон Томас США          | 30 апреля 1960   | Филадельфия, США      |
| 2,17 м  | Джон Томас США          | 21 мая 1960      | Кембридж, США         |
| 2,18 м  | Джон Томас США          | 24 июня 1960     | Бейкерсфилд, США      |
| 2,195 м | Джон Томас США          | 1 июля 1960      | Пало-Альто, США       |
| 2,22 м  | Джон Томас США          | 1 июля 1960      | Пало-Альто, США       |
| 2,23 м  | Валерий Брумель СССР    | 18 июня 1961     | Москва, СССР          |
| 2,24 м  | Валерий Брумель СССР    | 16 июля 1961     | Москва, СССР          |
| 2,25 м  | Валерий Брумель СССР    | 31 августа 1961  | София, Болгария       |
| 2,26 м  | Валерий Брумель СССР    | 22 июля 1962     | Пало-Альто, США       |
| 2,27 м  | Валерий Брумель СССР    | 29 сентября 1962 | Москва, СССР          |
| 2,28 м  | Валерий Брумель СССР    | 21 июля 1963     | Москва, СССР          |
| 2,29 м  | Ни Чжицинь КНР          | 8 ноября 1970    | Чанша, КНР            |
| 2,29 м  | Патрик Матцдорф США     | 3 июля 1971      | Беркли, США           |
| 2,30 м  | Дуайт Стоунз США        | 11 июля 1973     | Мюнхен, ФРГ           |
| 2,31 м  | Дуайт Стоунз США        | 5 июня 1976      | Филадельфия, США      |
| 2,32 м  | Дуайт Стоунз США        | 4 августа 1976   | Филадельфия, США      |
| 2,33 м  | Владимир Ященко СССР    | 2 июля 1977      | Ричмонд, США          |
| 2,34 м  | Владимир Ященко СССР    | 16 июня 1978     | Тбилиси, СССР         |
| 2,35 м  | Яцек Вшола ПНР          | 25 мая 1980      | Эберштадт, ФРГ        |
| 2,35 м  | Дитмар Мёгенбург ФРГ    | 26 мая 1980      | Рейлинген, ФРГ        |
| 2,36 м  | Герд Вессиг ГДР         | 1 августа 1980   | Москва, СССР          |
| 2,37 м  | Чжу Цзяньхуа КНР        | 11 июня 1983     | Пекин, КНР            |
| 2,38 м  | Чжу Цзяньхуа КНР        | 22 сентября 1983 | Шанхай, КНР           |
| 2,39 м  | Чжу Цзяньхуа КНР        | 10 июня 1984     | Эберштадт, ФРГ        |
| 2,40 м  | Рудольф Поварницын СССР | 11 августа 1985  | Донецк, СССР          |
| 2,41 м  | Игорь Паклин СССР       | 4 сентября 1985  | Кобе, Япония          |
| 2,42 м  | Патрик Шёберг Швеция    | 30 июня 1987     | Стокгольм, Швеция     |
| 2,43 м  | Хавьер Сотомайор Куба   | 8 сентября 1988  | Саламанка, Испания    |
| 2,44 м  | Хавьер Сотомайор Куба   | 29 июля 1989     | Сан-Хуан, Пуэрто-Рико |
| 2,45 м  | Хавьер Сотомайор Куба   | 27 июля 1993     | Саламанка, Испания    |